# Weissia roscheri
Weissia roscheri là một loài Rêu trong họ Pottiaceae. Loài này được (Lorentz) Mitt. miêu tả khoa học đầu tiên năm 1879.